# رودي فيريرا
رودي فيريرا (بالإسبانية: Rodi Ferreira) (29 مايو 1998 بكونسيبسيون في باراغواي - ) هو مدرب كرة قدم ولاعب كرة قدم باراغواياني في مركز الدفاع. شارك مع منتخب باراغواي تحت 17 سنة لكرة القدم. أما مع النوادي، فقد لعب مع أوليمبيا أسونسيون.

## وصلات خارجية
- رودي فيريرا على موقع قاعدة بيانات كرة القدم.إي يو (الإنجليزية)
- رودي فيريرا على موقع Soccerway.com (الإنجليزية)